# Braquage final
 (avril 2021).
Si vous disposez d'ouvrages ou d'articles de référence ou si vous connaissez des sites web de qualité traitant du thème abordé ici, merci de compléter l'article en donnant les références utiles à sa vérifiabilité et en les liant à la section « Notes et références ».
Pour plus de détails, voir Fiche technique et Distribution.
Braquage final (The Vault) est un film hispano-britannique réalisé par Jaume Balagueró et sorti en 2021.

## Synopsis
En 1645, un navire transportant une importante quantité de lingots d'or coule dans l'océan Atlantique, à 40 kilomètres des côtes espagnoles.
En septembre 2009, un chasseur de trésors, Walter Moreland, son complice James et une équipe de plongeurs britanniques prennent connaissance de l'existence de ce butin d'une valeur inestimable mais, malheureusement pour eux, leur tentative de se l'approprier est un échec car ils sont repérés par les gardes-côtes espagnols et le magot est aussitôt transféré à la Banque d'Espagne, à Madrid.
En 2010, déterminé à le voler, Moreland décide donc de braquer la banque mais il se rend compte qu'elle est très protégée, absolument imprenable. Pour réussir le casse avec son équipe, Moreland engage un jeune ingénieur, Thom Johnson, pour découvrir comment briser le secret de la chambre forte afin d'accéder à l’intérieur du coffre-fort. Mais le temps presse car les lingots d'or ne sont présents que pendant une dizaine de jours. Outre les préparatifs du braquage qui se font donc rapidement, Moreland, Johnson et l'équipe doivent appliquer leur plan en pleine finale de la Coupe du monde en Afrique du Sud, attendue par tout un peuple, qui oppose l'équipe d'Espagne, à celle des Pays-Bas et rassemble des centaines de milliers de fans aux portes de la Banque d’Espagne.

## Fiche technique
- Titre original : The Vault ou Way down
- Titre français : Braquage final
- Réalisation : Jaume Balagueró
- Scénario : Rowan Athale, Michel Gaztambide, Borja Glez. Santaolalla, Andres Koppel et Rafa Martínez
- Montage :	David Gallart
- Musique :	Arnau Bataller
- Photographie : Daniel Aranyó
- Production : Álvaro Augustin, Ghislain Barrois, Freddie Highmore, Eneko Lizarraga et Francisco Sánchez
- Sociétés de production : Ciudadano Ciskul, El Tesoro de Drake AIE, Telecinco Cinema et Think Studio
- Société de distribution :  TF1 Vidéo (France)
- Pays d'origine :  Espagne /  Royaume-Uni
- Langue originale : anglais
- Format : couleur
- Genre : Thriller, film de casse
- Durée : 118 minutes
- Dates de sortie :
  - Brésil, Taïwan : 15 janvier 2021
  - France : 30 avril 2021 (vidéo à la demande et diffusion sur Canal+[1])
  - Espagne : 12 novembre 2021

## Distribution
- Freddie Highmore (VF : Benjamin Bollen) : Thom Johnson
- Àstrid Bergès-Frisbey (VF : Élisabeth Ventura) : Lorraine
- Sam Riley (VF : Damien Witecka) : James
- Liam Cunningham (VF : Jean-Louis Faure) : Walter Moreland
- Luis Tosar (VF : Julien Kramer) : Simon
- Axel Stein (VF : Jochen Hägele) : Klaus
- José Coronado (VF : Vincent Violette) : Gustavo
- Famke Janssen (VF : Juliette Degenne) : Margaret
- Emilio Gutiérrez Caba : Chairman